# کدنویسی سخت
کدنویسی سخت (انگلیسی: Hard coding) یا هارد-کدینگ، از روش‌های توسعه نرم‌افزار است، که برای جاسازی مستقیم داده‌ها در کد منبع یک برنامه یا یک شیء مورد استفاده قرار می‌گیرد و نقطه مقابلِ جمع‌آوری داده‌ها از منابع خارجی یا تولید داده‌ها در زمان اجرا می‌باشد. داده‌های دارای هارد کد، اغلب فقط با ویرایش کد منبع و استفاده از کامپایلر، قابل تغییر هستند، اگر چه می‌توان اینگونه کدها را با انتقال به حافظه فرار یا ذخیره‌سازی در دیسک، با استفاده از دیباگرها یا ویرایش‌گرهای هگز نیز تغییر داد. داده‌های دارای کدگذاری سخت، اغلب بخش‌هایی از اطلاعات غیرقابل تغییر، مانند ثابت‌های فیزیکی، شماره نسخه‌ها و عناصر استاتیک متنی را نمایش می‌دهند.